# Mesa óptica

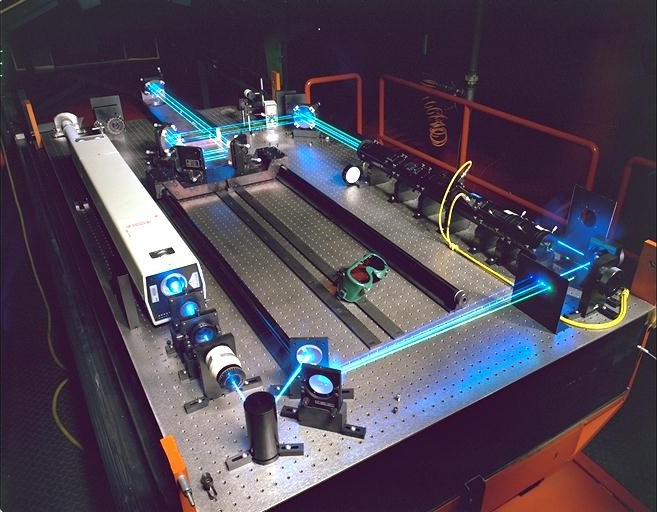
Un sistema láser en una mesa óptica.

Una mesa óptica es una plataforma utilizada para experimentos de óptica. El diseño de las mesas ópticas contemplan la necesidad de mantener los elementos ópticos de manera estable durante los experimentos, que a menudo requieren que las vibraciones de los elementos permanezcan reducidas. Para esto, las mesas ópticas suelen estar equipadas con sistemas de amortiguamiento en su estructura, frecuentemente, sistemas neumáticos que actúan como filtro paso-bajo e impiden la transmisión de vibraciones de alta frecuencia provenientes del suelo.